# Campionato CONCACAF 1967
Il Campionato CONCACAF 1967 è stata la 3ª edizione di questo torneo di calcio continentale per squadre nazionali maggiori maschili organizzato dalla CONCACAF.
Il torneo si è disputato in Honduras dal 5 al 19 marzo 1967 nella città di Tegucigalpa. Le sei squadre partecipanti si affrontarono in un girone all'italiana. Il trofeo fu vinto dal Guatemala.

## Formula
- Qualificazioni

10 membri CONCACAF: 6 posti disponibili per la fase finale. Honduras (come paese ospitante) e Messico (come campione in carica) sono qualificati direttamente alla fase finale. Rimangono 8 squadre per quattro posti disponibili per la fase finale. Le squadre e i posti disponibili sono suddivisi in due zone di qualificazione: Centro America (2 posti), Caraibi (2 posti).
Zona Centro America - 3 squadre, giocano partite di sola andata, le prime due classificate si qualificano alla fase finale.
Zona Caraibi - 5 squadre, giocano partite di sola andata, le prime due classificate si qualificano alla fase finale.
- Fase finale

Girone unico - 6 squadre, giocano partite di sola andata. La prima classificata si laurea campione CONCACAF.

## Squadre partecipanti
| Pr. | Squadra           | Data di qualificazione certa | Partecipante in quanto                                                 | Partecipazioni precedenti al torneo | Ultima presenza  |
| --- | ----------------- | ---------------------------- | ---------------------------------------------------------------------- | ----------------------------------- | ---------------- |
| 1   | Honduras          | -                            | Rappresentativa della nazione organizzatrice della fase finale         | 1 (1963)                            | El Salvador 1963 |
| 2   | Messico           | 11 aprile 1965               | Rappresentativa della nazione detentrice del titolo                    | 2 (1963, 1965)                      | Guatemala 1965   |
| 3   | Haiti             | 19 gennaio 1967              | 1º classificato della Zona Caraibi della fase di qualificazione        | 1 (1965)                            | Guatemala 1965   |
| 4   | Trinidad e Tobago | 20 gennaio 1967              | 2º classificato della Zona Caraibi della fase di qualificazione        | -                                   | Esordiente       |
| 5   | Guatemala         | 15 febbraio 1967             | 1º classificato della Zona Centro America della fase di qualificazione | 2 (1963, 1965)                      | Guatemala 1965   |
| 6   | Nicaragua         | 17 febbraio 1967             | 2º classificato della Zona Centro America della fase di qualificazione | 1 (1963)                            | El Salvador 1963 |

Nella sezione "partecipazioni precedenti al torneo", le date in grassetto indicano che la nazione ha vinto quella edizione del torneo, mentre le date in corsivo indicano la nazione ospitante.

## Stadi
| Tegucigalpa                   | Tegucigalpa |
| Stadio Tiburcio Carías Andino | Tegucigalpa |
| Capienza: 35.000              | Tegucigalpa |
|                               | Tegucigalpa |

## Fase finale

### Girone unico

#### Classifica
| Pos | Squadra           | P.ti | G | V | N | P | GF | GS | DR |
| --- | ----------------- | ---- | - | - | - | - | -- | -- | -- |
| 1   | Guatemala         | 9    | 5 | 4 | 1 | 0 | 7  | 1  | +6 |
| 2   | Messico           | 8    | 5 | 4 | 0 | 1 | 10 | 1  | +9 |
| 3   | Honduras          | 6    | 5 | 2 | 2 | 1 | 4  | 2  | +2 |
| 4   | Trinidad e Tobago | 4    | 5 | 2 | 0 | 3 | 6  | 10 | -4 |
| 5   | Haiti             | 2    | 5 | 1 | 0 | 4 | 5  | 9  | -4 |
| 6   | Nicaragua         | 1    | 5 | 0 | 1 | 4 | 3  | 12 | -9 |

#### Risultati
| Arbitro: | Van Rosberg |

|          |           |  |
| Cruz 35’ | Marcatori |  |

| Arbitro: | Landauer |

|                      |           |               |
| Peña 60’ Recinos 62’ | Marcatori | 21’ Saint-Vil |

| Arbitro: | Ponzata |

|                                     |           |  |
| Arellano 36’, 43’, 53’ Lapuente 85’ | Marcatori |  |

| Arbitro: | Dimas |

|                                  |           |                                 |
| Browne 4’ Corneal 18’ 52’ (rig.) | Marcatori | 33’ (rig.) Saint-Vil 56’ Pierre |

| Arbitro: | Moran |

|            |           |                |
| Máximo 25’ | Marcatori | 10’ Sobalvarro |

| Arbitro: | Stewart |

|                       |           |            |
| Némurin 75’ Desir 85’ | Marcatori | 14’ Romero |

| Arbitro: | Van Rosberg |

|             |           |  |
| Recinos 83’ | Marcatori |  |

| Arbitro: | Ponzata |

|                                        |           |  |
| Estrada 22’, 53’ Canela 40’ Bustos 83’ | Marcatori |  |

| Tegucigalpa 12 marzo 1967 | Guatemala | 0 – 0 | Honduras | Stadio Tiburcio Carías Andino\| Arbitro: \| Landauer \| |
| Arbitro:                  | Landauer  |       |          |                                                         |

| Arbitro: | Van Rosberg |

|                        |           |  |
| Roldán 35’ De León 79’ | Marcatori |  |

| Arbitro: | Dimas |

|             |           |  |
| Estrada 39’ | Marcatori |  |

| Arbitro: | Morán |

|                                    |           |  |
| Browne 30’ Berassa 86’ Gamaldo 88’ | Marcatori |  |

| Arbitro: | Van Rosberg |

|               |           |  |
| Grey 40’, 78’ | Marcatori |  |

| Arbitro: | Stewart |

|                     |           |  |
| Peña 5’ Recinos 23’ | Marcatori |  |

| Arbitro: | Landauer |

|           |           |  |
| Prado 34’ | Marcatori |  |